# Snowmass Village
Snowmass Village és una població dels Estats Units a l'estat de Colorado. Segons el cens del 2000 tenia 1.822 habitants.

## Demografia
Segons el cens del 2000, Snowmass Village tenia 1.822 habitants, 864 habitatges, i 393 famílies. La densitat de població era de 27,6 habitants per km².
Dels 864 habitatges en un 19,7% hi vivien nens de menys de 18 anys, en un 41,1% hi vivien parelles casades, en un 2,7% dones solteres, i en un 54,4% no eren unitats familiars. En el 36% dels habitatges hi vivien persones soles el 2,8% de les quals corresponia a persones de 65 anys o més que vivien soles. El nombre mitjà de persones vivint en cada habitatge era de 2,09 i el nombre mitjà de persones que vivien en cada família era de 2,74.
Per edats la població es repartia de la següent manera: un 15,8% tenia menys de 18 anys, un 7,6% entre 18 i 24, un 41,6% entre 25 i 44, un 28,7% de 45 a 60 i un 6,3% 65 anys o més.
L'edat mediana era de 37 anys. Per cada 100 dones de 18 o més anys hi havia 132,4 homes.
La renda mediana per habitatge era de 57.059 $ i la renda mediana per família de 86.338 $. Els homes tenien una renda mediana de 40.625 $ mentre que les dones 37.500 $. La renda per capita de la població era de 35.224 $. Entorn de l'1,7% de les famílies i el 4,4% de la població estaven per davall del llindar de pobresa.

## Poblacions més properes
El següent diagrama mostra les poblacions més properes.